# Dustin the Turkey

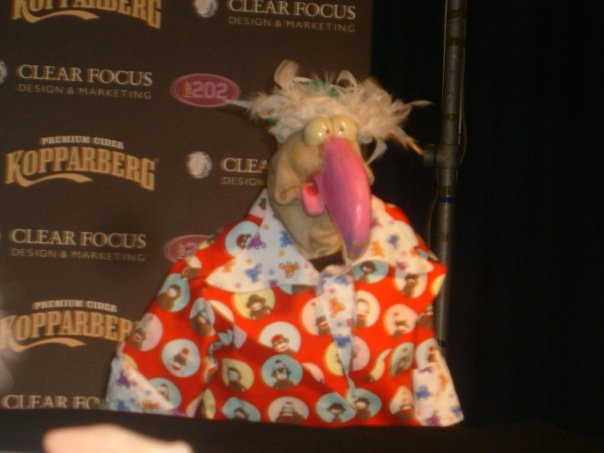
Dustin

Dustin the Turkey (svenska: Kalkonen Dusty) är en handdocka och TV-personlighet i Irland, Dustins röst görs av John Morrison. Den 23 februari vann Dustins låt Irelande Douze Pointe Irlands nationella uttagning till Eurovision Song Contest 2008 i Belgrad, Serbien, där blev den dock utslagen i semifinalen den 20 maj. Dustin har hunnit släppa 6 album och 14 singlar.